# Fatum (pel·lícula)
Fatum és una pel·lícula de thriller del 2023 dirigida per Juan Galiñanes a partir d'un guió d'Alberto Marini i el mateix Galiñanes. És protagonitzada per Álex García, Luis Tosar, Arón Piper, Luisa Mayol i Elena Anaya.

## Sinopsi
El ludòpata Sergio entra a casino per recuperar els diners perduts. Li ha arribat un rumor sobre un suposat resultat pactat d'un partit de futbol que resulta ser cert, però l'Alejo entra armat al local. L'agent de la Policia Nacional Costa encarrega el franctirador del GEO Pablo, en una situació personal greu, que estigui de servei durant l'intent d'atracament.

## Repartiment
- Luis Tosar com a Sergio[1]
- Arón Piper com a Alejo[1]
- Álex García com a Pablo[1]
- Elena Anaya com a comissària Costa[1]
- María Luisa Mayol[2]
- Pepa Gracia[2]
- Ethan Álvarez[2]
- Valentina Quiza[2]
- Derek León[2]

## Producció
El guió va ser escrit per Juan Galiñanes i Alberto Marini. La pel·lícula va ser produïda per Vaca Films juntament amb Playtime Productions, i va comptar amb la participació de RTVE, Amazon, TVG i el suport de l'ICAA i l'Agadic. Els llocs de rodatge a Galícia inclouen la Corunya. Lu Rodríguez va treballar com a muntadora de pel·lícula i Manuel Riveiro va ser el responsable de la banda sonora, mentre que Alejandro de Pablo es va ocupar de la fotografia.

## Estrena
Distribuïda per Universal Pictures International Spain, la pel·lícula es va estrenar a les sales d'Espanya el 28 d'abril de 2023.

## Rebuda
Juan Pando de Fotogramas va valorar Fatum amb 3 estrelles sobre 5, considerant que és un "bon espectacle" per "guió ben quadrat, amb personatges ben definits, situacions no habituals, però sí plausibles i un suspens in crescendo, ben dosificat, cap a un final incert", mentre que critica el maquillatge i la perruqueria del personatge de Tosar.
Raquel Hernández Luján de HobbyConsolas va valorar el debut de Galiñanes amb 73 punts ("bo") i va considerar que és un llargmetratge "molt satisfactori" gràcies a la crítica social a les apostes, la "magnífica" interpretació d'Anaya i García i a un guió "que et manté atrapat fins a l'últim minut", mentre cita com a punt negatiu com el personatge de Tosar es torna molt desagradable, sense "possibilitat d'empatitzar-hi".